# 羅伯特·斯賓塞

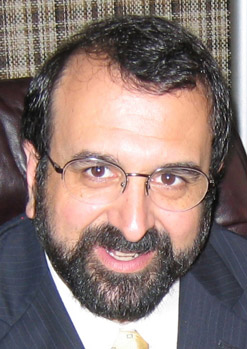
羅伯特·斯賓塞

羅伯特·斯賓塞（Robert Bruce Spencer，1962年2月27日—）是一位美國作家和博客，以批判伊斯蘭教和聖戰聞名。
至2014年，斯賓塞已出版12本書。2003年他創辦「聖戰觀察」（Jihad Watch）網站，刊登國際聖戰的新聞和評論，以引起公眾關注聖戰的神學和意識形態對現代世界的影響，並糾正民間對於當代衝突中聖戰和宗教所扮演角色的誤解。
斯賓塞又與他人共同創立「制止美國伊斯蘭化」（Stop Islamization of America）組織。
斯賓塞的觀點被形容為反伊斯蘭或是對伊斯蘭有恐懼。
2021年1月，斯賓塞撰文宣稱美國左派意圖利用2021年冲击美国国会大厦事件壓制不同意見的聲音，就像1933年德國国会纵火案那樣子。

## 著作

### 暢銷書
- 《The Truth About Muhammad: Founder of the World's Most Intolerant Religion》，Regnery Press，2006，ISBN 1-59698-028-1。（紐約時報暢銷書榜 – 2006-10-29[5]）
- 《The Politically Incorrect Guide to Islam (And the Crusades)》，Regnery Press，2005，ISBN 0-89526-013-1。（紐約時報暢銷書榜 – 2005-10-16[6]）